# Niestoj
Niestoj – staropolskie imię męskie. Składa się z członu Nie- (przeczenie) -stoj ("stać"). Może zatem oznaczać "słabowity" albo "ten, który nie zagrzewa nigdzie miejsca".